# John Crawford (attore)
John Crawford (Colfax, 13 settembre 1920 – Thousand Oaks, 21 settembre 2010) è stato un attore statunitense.

## Biografia
Nato nello stato di Washington, iniziò la sua attività cinematografica nel 1944, recitando piccoli ruoli in svariati film. Dopo essersi trasferito per alcuni anni in Inghilterra, ritornò negli Stati Uniti. Oltre ai tanti film, ebbe fortuna nelle serie televisive, fra cui Hazzard e Una famiglia americana.

## Filmografia parziale

### Cinema
- Assalto al cielo (Chain Lightning), regia di Stuart Heisler (1950)
- Cirano di Bergerac (Cyrano de Bergerac), regia di Michael Gordon (1950)
- Il passo dell'avvoltoio (Raton Pass), regia di Edwin L. Marin (1951)
- Gli amori di Cleopatra (Serpent of the Nile), regia di William Castle (1953)
- Il grande caldo (The Big Heat), regia di Fritz Lang (1953)
- La battaglia di Fort River (Battle of Rogue River), regia di William Castle (1954)
- Il tesoro di Capitan Kidd (Captain Kidd and the Slave Girl), regia di Lew Landers (1954)
- La chiave (The Key), regia di Carol Reed (1958)
- Decisione di uccidere (Intent to Kill), regia di Jack Cardiff (1958)
- Ordine di uccidere (Orders to Kill), regia di Anthony Asquith (1958)
- Nuda nell'uragano (Floods of Fear), regia di Charles Crichton (1958)
- Il grande capitano (John Paul Jones), regia di John Farrow (1959)
- Salomone e la regina di Saba (Solomon and Sheba), regia di King Vidor (1959)
- L'assassino è alla porta (Hell Is a City), regia di Val Guest (1960)
- Alla conquista dell'infinito (Wernher von Braun), regia di J. Lee Thompson (1960)
- La gang del kimono (Piccadilly Firts Stop), regia di Wolf Rilla (1960)
- Exodus, regia di Otto Preminger (1960)
- Il giorno più lungo (The Longest Day), regia di Ken Annakin, Andrew Marton, Bernhard Wicki e Darryl F. Zanuck (1962)
- L'eroe di Sparta (The 300 Spartans), regia di Rudolph Maté (1962)
- Appuntamento fra le nuvole (Come Fly with Me), regia di Henry Levin (1963)
- Capitan Sinbad (Captain Sindbad), regia di Byron Haskin (1963)
- I vincitori (The Victors), regia di Carl Foreman (1963)
- Tempo di guerra, tempo d'amore (The Americanization of Emily), regia di Arthur Hiller (1964)
- La più grande storia mai raccontata (The Greatest Story Ever Told), regia di George Stevens (1965)
- Gli occhi degli altri (I Saw What You Did), regia di William Castle (1965)
- Duello a El Diablo (Duel at Diablo), regia di Ralph Nelson (1966)
- Il ritorno del pistolero (Return of the Gunfighter), regia di James Neilson (1967)
- La cattura, regia di Paolo Cavara (1969)
- Due ragazzi e un leone (Napoleon and Samantha), regia di Bernard McEveety (1972)
- L'avventura del Poseidon (The Poseidon Adventure), regia di Ronald Neame (1972)
- La grande paura (The Severed Arm), regia di Tom Alderman (1973)
- L'inferno di cristallo (The Towering Inferno), regia di John Guillermin (1974)
- Bersaglio di notte (Night Moves), regia di Arthur Penn (1975)
- Cielo di piombo, ispettore Callaghan (The Enforcer), regia di James Fargo (1976)
- All'ultimo secondo (Outlaw Blues), regia di Richard T. Heffron (1977)
- La banda delle frittelle di mele 2 (The Apple Dumpling Gang Rides Again), regia di Vincent McEveety (1979)

### Televisione
- Le inchieste di Boston Blackie (Boston Blackie) – serie TV, episodio 2x09 (1952)
- Corky, il ragazzo del circo (Circus Boy) – serie TV, episodio 1x11 (1956)
- Telephone Time – serie TV, episodio 2x07 (1956)
- I gialli di Edgar Wallace (The Edgar Wallace Mystery Theatre) – serie TV, episodio 1x02 (1960)
- Ai confini della realtà (The Twilight Zone) – serie TV, episodio 2x23 (1961)
- Kronos - Sfida al passato (The Time Tunnel) – serie TV, episodi 1x16-1x22-1x25-1x29 (1966-1967)
- Star Trek – serie TV, episodio 1x16 (1967)
- Tarzan – serie TV, episodio 2x13 (1967)
- Hondo – serie TV, episodio 1x09 (1967)
- Selvaggio west (The Wild Wild West) – serie TV, episodio 4x09 (1968)
- Bonanza – serie TV, episodio 11x17 (1970)
- Charlie's Angels – serie TV, episodio 2x20 (1978)
- L'incredibile Hulk (The Incredible Hulk) – serie TV, episodio 1x08 (1978)

## Doppiatori italiani
- Renato Turi in La chiave, Exodus
- Giorgio Capecchi in Il grande capitano
- Glauco Onorato in L'eroe di Sparta
- Sergio Tedesco in Duello a El Diablo
- Sergio Fiorentini in Bersaglio di notte
- Michele Malaspina in Cielo di piombo, ispettore Callaghan